# Fort Jaigarh
Fort Jaigarh és una antiga fortalesa a uns 15 km de Jaipur (ciutat), al Rajasthan, una de les més espectaculars de l'Índia i perfectament conservada. És al cim d'un turó al peu del qual hi ha el fort d'Amber. Els dos forts estan comunicats. Va ser un centre de producció d'artilleria per als rajputs i el lloc on hi havia el canó de rodes més gran del món, anomenat Jaivana.

## Galeria d'imatges

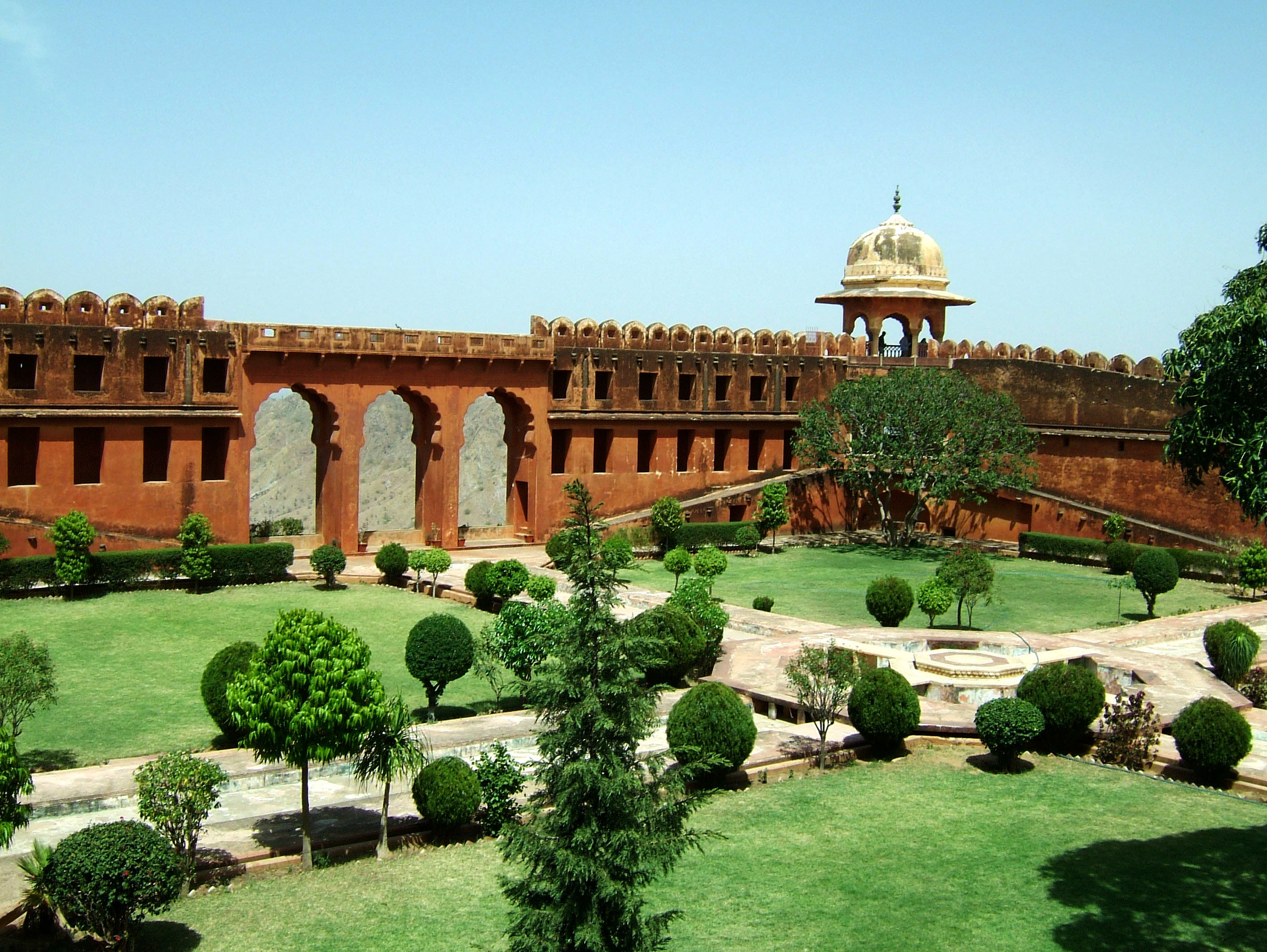
Jaigarh Fort
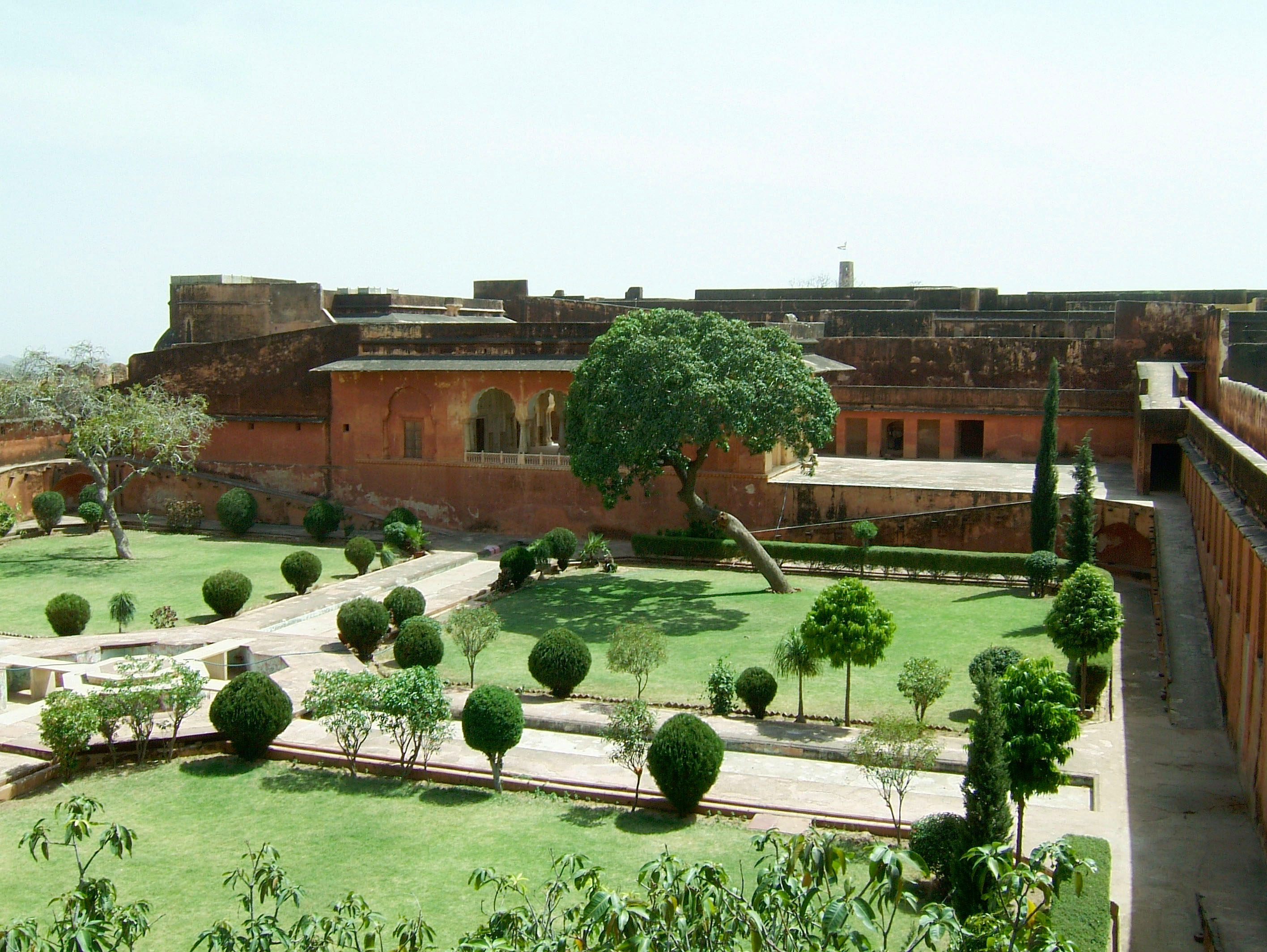
Jaigarh Fort
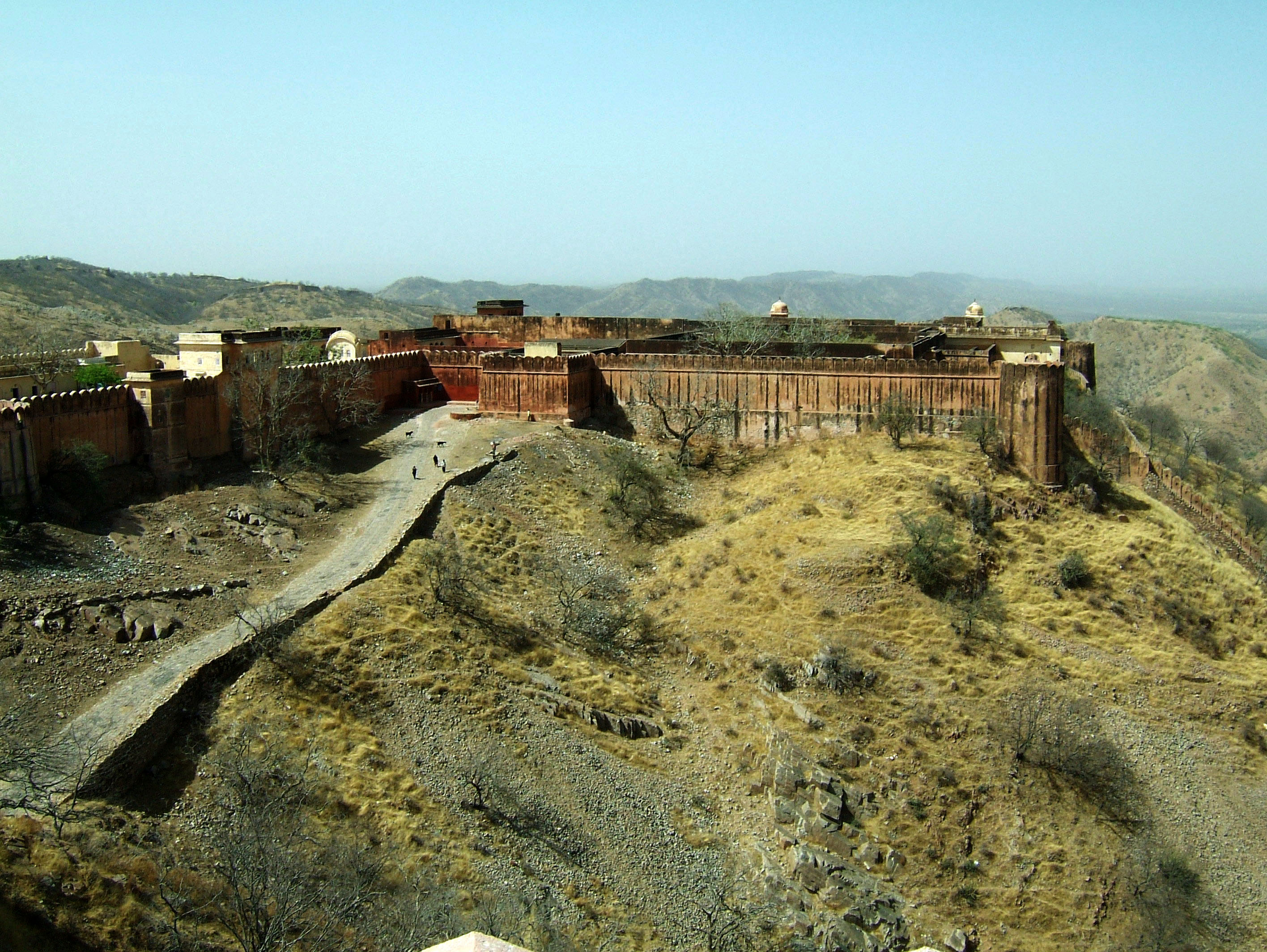
Jaigarh Fort
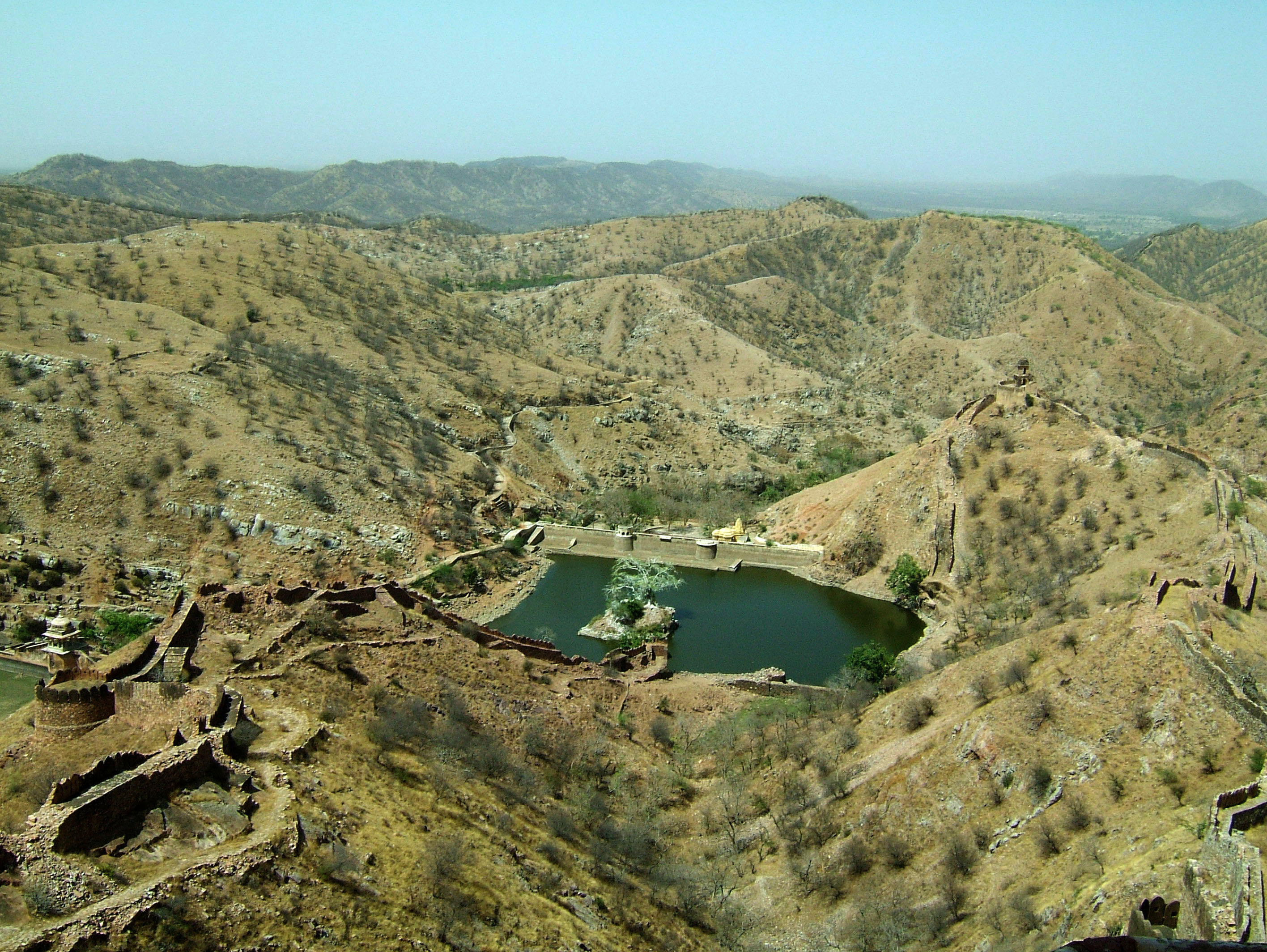
Jaigarh Fort, subministrament d'aigua